# Тяжёлая атлетика на летних Олимпийских играх 2016 — до 63 кг (женщины)
Соревнования по тяжёлой атлетике среди женщин в категории до 63 кг на летних Олимпийских играх 2016 года прошли 9 августа в павильоне 2 комплекса Риосентро. В соревнованиях приняли участие 14 спортсменок из 14 стран. До начала соревнований фаворитами олимпийского турнира считались китаянка Дэн Вэй, россиянка Тима Туриева и северокорейская тяжелоатлетка Чхве Хё Сим. Именно эти три спортсменки становились призёрами последних двух чемпионатов мира. Незадолго до старта Игр, из-за разгоревшегося вокруг сборной России допингового скандала (Доклад Макларена), исполком МОК принял решение предоставить международным федерациям право самим определять имена российских спортсменов, которые примут участие в Играх. 29 июля Международная федерация тяжёлой атлетики (IWF) приняла решение не допускать тяжелоатлетов из России до Олимпийских игр.
Олимпийской чемпионкой стала Дэн Вэй, которая при этом установила два новых мировых рекорда: в толчке (147 кг) и по сумме двух упражнений (262 кг). С этим результатом Дэн Вэй стала бы олимпийской чемпионкой и в категории до 69 кг, где победительница Сян Яньмэй подняла по сумме упражнений 261 кг. Второе место заняла Чхве Хё Сим, а бронзу выиграла представительница Казахстана Карина Горичева. После рывка одной из претенденток на медаль была тайская спортсменка Сиррипуч Гульнои, ставшая на Играх 2012 года бронзовым призёром в категории до 58 кг. Однако все три попытки в толчке оказались для Гульнои неудачными и спортсменка выбыла из борьбы за медали.
За несколько часов до старта соревнований стало известно, что в турнире не примет участие рекордсменка мира по сумме двух упражнений Линь Цзыци, представляющая на Играх Китайский Тайбэй. Причиной этого стал проваленный допинг-тест, взятый у спортсменки незадолго до начала соревнований. Примечательно, что для Линь Цзыци Игры в Рио-де-Жанейро стали вторыми пропущенными из-за допинга. Игры в Лондоне спортсменка пропустила из-за двухлетней дисквалификации, наложенной на Линь после Азиатских игр 2010 года.

## Призёры
| Золото        | Серебро          | Бронза                    |
| Дэн Вэй Китай | Чхве Хё Сим КНДР | Карина Горичева Казахстан |

## Рекорды
До начала летних Олимпийских игр 2016 года мировой и олимпийский рекорды были следующими:
| Мировой рекорд     | Рывок  | Светлана Царукаева (RUS) | 117 кг | Париж   | 8 ноября 2011    |
| Мировой рекорд     | Толчок | Дэн Вэй (CHN)            | 146 кг | Хьюстон | 25 ноября 2015   |
| Мировой рекорд     | Сумма  | Линь Цзыци (TPE)         | 261 кг | Инчхон  | 23 сентября 2014 |
| Олимпийский рекорд | Рывок  | Анна Батюшко (BLR)       | 115 кг | Афины   | 18 августа 2004  |
| Олимпийский рекорд | Толчок | Наталья Скакун (UKR)     | 135 кг | Афины   | 18 августа 2004  |
| Олимпийский рекорд | Сумма  | Майя Манеза (KAZ)        | 245 кг | Лондон  | 31 июля 2012     |

Во время соревнований в этой дисциплине были установлены следующие олимпийские или мировые рекорды:
| Упражнение | Спортсменка | Страна | Вес, кг | Рекорд |
| ---------- | ----------- | ------ | ------- | ------ |
| Толчок     | Дэн Вэй     | Китай  | 138     | OR     |
| Толчок     | Чхве Хё Сим | КНДР   | 143     | OR     |
| Толчок     | Дэн Вэй     | Китай  | 147     | WR, OR |
| Сумма      | Дэн Вэй     | Китай  | 253     | OR     |
| Сумма      | Дэн Вэй     | Китай  | 262     | WR, OR |

## Расписание
Время местное (UTC−3)
| Дата      | Время | Раунд    |
| --------- | ----- | -------- |
| 9 августа | 12:30 | Группа B |
| 9 августа | 15:30 | Группа A |

## Соревнование
| Место | Спортсмен            | Страна     | Группа | Вес   | Рывок, кг | Рывок, кг | Рывок, кг | Толчок, кг | Толчок, кг | Толчок, кг | Общая сумма, кг |
| Место | Спортсмен            | Страна     | Группа | Вес   | 1         | 2         | 3         | 1          | 2          | 3          | Общая сумма, кг |
| ----- | -------------------- | ---------- | ------ | ----- | --------- | --------- | --------- | ---------- | ---------- | ---------- | --------------- |
| 1     | Дэн Вэй              | Китай      | A      | 62,34 | 108       | 112       | 115       | 138        | 147        | -          | 262             |
| 2     | Чхве Хё Сим          | КНДР       | A      | 62,17 | 105       | 109       | 111       | 135        | 138        | 143        | 248             |
| 3     | Карина Горичева      | Казахстан  | A      | 62,66 | 107       | 107       | 111       | 132        | 137        | 137        | 243             |
| 4     | Мерседес Перес       | Колумбия   | A      | 62,74 | 100       | 104       | 104       | 125        | 130        | 137        | 234             |
| 5     | Эва Гуррола          | Мексика    | A      | 62,60 | 97        | 100       | 100       | 120        | 125        | 125        | 220             |
| 6     | Джорджия Бординьон   | Италия     | A      | 62,75 | 94        | 98        | 98        | 115        | 119        | 123        | 217             |
| 7     | Эсра Ахмед           | Египет     | B      | 61,98 | 93        | 97        | 100       | 112        | 116        | 118        | 216             |
| 8     | Марина Родригес      | Куба       | B      | 62,20 | 87        | 91        | 94        | 117        | 121        | 123        | 215             |
| 9     | Намика Мацумото      | Япония     | B      | 62,86 | 90        | 94        | 95        | 107        | 111        | 115        | 205             |
| 10    | Анни Вуохийоки       | Финляндия  | B      | 62,26 | 85        | 88        | 89        | 104        | 107        | 113        | 192             |
| 11    | Хоана Паласиос       | Аргентина  | B      | 62,95 | 80        | 83        | 86        | 101        | 102        | 107        | 190             |
| 12    | Вания Равололониайна | Мадагаскар | B      | 61,91 | 75        | 80        | 85        | 95         | 100        | 100        | 185             |
| 13    | Мехтап Курназ        | Турция     | B      | 62,16 | 78        | 81        | 83        | 100        | 103        | 105        | 181             |
| —     | Сиррипуч Гульнои     | Таиланд    | A      | 62,56 | 105       | 108       | 110       | 132        | 132        | 132        | DNF             |